# ФАБ-500
ФАБ-500 — советская 500-килограммовая авиационная бомба с фугасной боеголовкой, которую в основном используют ВКС России, бывшие участники СССР и страны-заказчики. Оригинальная модель М-54 выпущенная в 1954 году, в форме, лёгкой для перевозок тяжёлым бомбардировщиком; версия М-62 с низким сопротивлением в 1962 году была назначена для внешней лафеты истребителя-бомбардировщика. Бомба неуправляемая, имеет один носовой предохранитель и совместима с большинством советских самолётов.

## ТТХ ФАБ-500 М-62
Высота спуска: 570 — 12 000 метров 
Скорость выпуска: 500 — 1 900 км/ч
ФАБ-500 поражает цель взрывом, осколками корпуса и ударной волной. Использует контактный взрыватель моментального (по целям, расположенным на поверхности земли) и замедленного (по целям под землёй либо внутри объекта) действия. При взрыве ФАБ-500 образуется воронка диаметром ~ 8,5 метров и 3 метра глубиной.

## Варианты
ФАБ-500 М-54 — модель 1954 года, оригинальная модель с высоким сопротивлением, предназначенная для внутренней транспортировки на тяжелых бомбардировщиках, с баллистическим кольцом на носовой части бомбы, действующей как генератор вихрей для стабилизаторов бомб.
ФАБ-500 М-62 — модель 1962 года, модель с низким сопротивлением, предназначенная для внешней перевозки на узлах подкрепления на истребителях-бомбардировщиках.
КАБ-500 — семейство советских и российских корректируемых авиационных бомб на 500 килограмм.

## Боевое применение

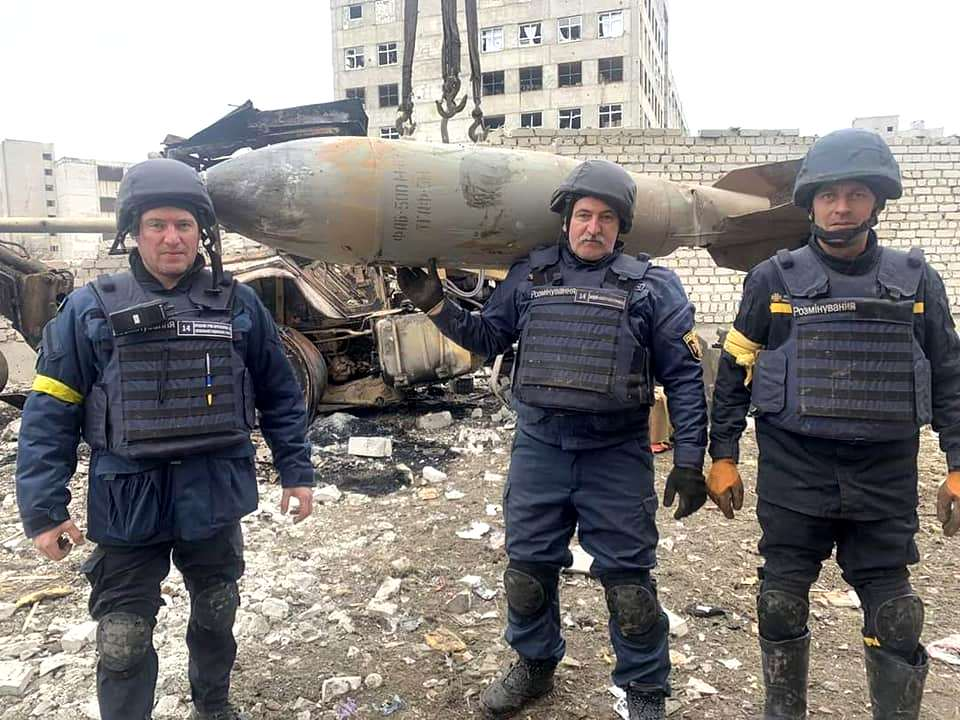
Украинские сапёры с неразорвавшейся ФАБ-500, Харьков, март 2022 года

Применялись практически во всех конфликтах Холодной войны и после неё.
В 1971 году во время индо-пакистанской войны Индия с большим успехом использовала ФАБ-500 против целей на территории Восточного Пакистана, особенно в Дакке по аэродрому Тейгаон. Индийские самолёты МиГ-21 и Су-7 добились 46 прямых попаданий бомбами ФАБ-500 по взлётным полосам аэродрома Тейгаон, что полностью лишило пакистанцев возможности эвакуировать свою авиацию. В результате несколько десятков летательных аппаратов западного производства попали в руки индийской стороны как трофеи. В целом за 14 дней войны самолётами МиГ-21 на восточном фронте было сброшено до 300 бомб ФАБ-500, что оказалось во множество раз больше запланированного.
ФАБ-500 широко использовался советскими войсками в Афганистане. Различные модификации ФАБ-500 использовались во время гражданской войны в Сирии как российскими, так и сирийскими военными.
Самолёты ВВС Ирака активно применяли такие бомбы во время войны с Ираном. Истребители-бомбардировщики Су-22 бомбили портовую инфраструктуру прибрежных иранских городов, нанося значительный ущерб.
ФАБ-500 используется российскими войсками в ходе вторжения на Украину. Отмечается запуск бомб с самолетов Су-35, при этом сообщается об относительно невысокой точности. По словам спикера Воздушных сил ВСУ Юрия Игната, противодействовать этим бомбам теоретически можно, но сбить их  сложно, почти невозможно.
Также ФАБ-500 получили унифицированный модуль планирования и коррекции, который позволил использовать их в качестве высокоточного оружия на расстоянии до 40 км.

## Сравнения с аналогами
В ходе третьей индо-пакистанской войны в 1971 году индийская сторона провела сравнение эффективности применения по взлётным полосам советских 500-кг бомб М62 с советских самолётов МиГ-21 и Су-7 с американскими 454-кг бомбами Mk.9 с британских самолётов Hawker Hunter. Несмотря, на примерно одинаковый размер авиабомб, М62 ФАБ-500 оказалась намного более эффективной — она оставляла кратер более чем в три раза глубже, 3 метра против менее чем 1 метра.